# الأرواح الأربعة

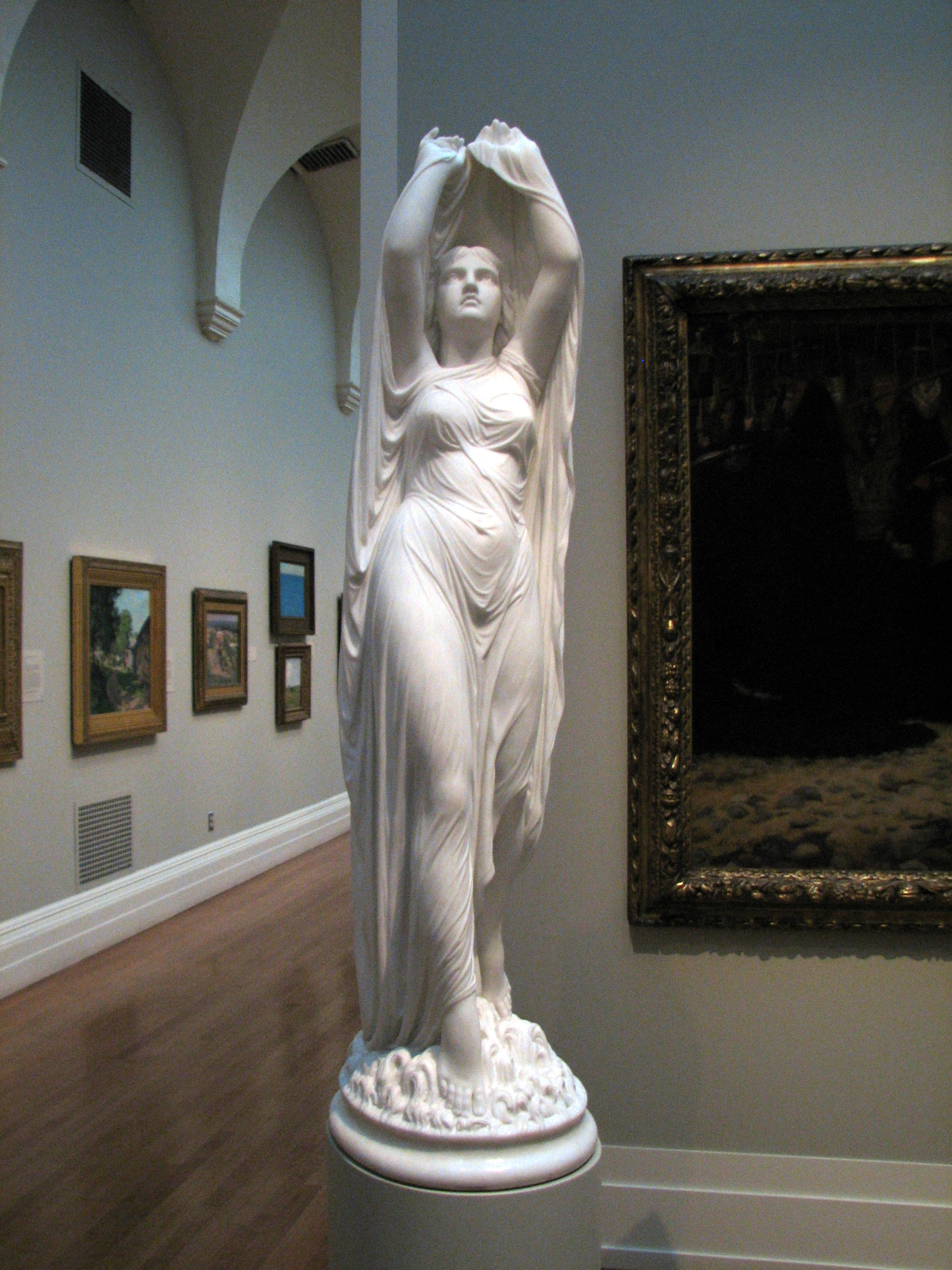
أوندينا ترتفع من الماء، بواسطة تشونسي برادلي إيفز

الأرواح الأربعة عبارة عن أجناس سحرية ميثولوجية تم ذكر وصف لها في الكتب المتعلقة بالسحر والخيمياء، منذ عصر النهضة الاوربية، وبالأخص في أعمال الخيميائي الفيلسوف باراسيلسوس في القرن السادس عشر. ووفقا لباراسيلسوس هنالك اربع تصنيفات للفصائل الرئيسة لهذه الكائنات وهي كما وصفها: العفاريت (الاقزام)، ومغِساَلُ العين (انثى روح الماء)، والسَلف (كائن خرافي يعيش في السماء)، والعظاءة (السلمندر). وهذه التصنيفات الاربعة ترتبط (تطابق) عناصر إمبيدوكليان الاربعة المذكورة في العصور القديمة والتي تأتي بالترتيب بالشكل الاتي: الأرض، والماء، والهواء، والنار. وهذه المسميات تم استخدامها وتوظيفها لعلاقة هذه الكائنات بالعناصر الخيميائية والتي تختلف بالمصدر والمظهر.

## الخلفية التاريخية
اتى المفهوم الباراسيلوني من عادات وتقاليد قديمة جدا مرتبطة بالميثولوجيا والدين. بعض الاستدلالات الشائعة لفهم هذا الموضوع تأتي من العلم المقارن لحياة الشعوب أو ما يعرف بالفلكلور أو عادات الشعب وتقاليده، وامثلة على المخلوقات في المعتقدات الأرواحية والتجسيم مثل القزم الاسطوري الذي تم اخذه من الميثولوجيا الاغريقية.
تم تصنيف العناصر (الأرض، الماء، الرياح، النار) على انها الاحجار الاساسية التي تكونت الطبيعة على اساسها. ساد هذا النظام في العالم القديم وكان له تأثير كبير على فلسفة الطبيعة في العصور الوسطى  وعلى الرغم من ذلك استخدم باراسيلسوس هذه الاساسات والأسماء المشهورة المستخدمة مسبقا لهذه الكائنات الاسطورية، من اجل تقديم افكار جديدة توسع نظام فلسفته الفريدة. ومثال اخر لأفكار باراسيلسوس هو مخلوق الهومونكولس (اجناس خرافية من الاقزام أو الاجنة البشرية)، مع اصول تعود إلى كلٍ من الخيمياء، والعلم، والعادات والتقاليد القديمة.

### حياة الخيميائي باراسيلسوس
في أحد أعماله في الخيمياء في القرن السادس عشر  تحت عنوان Liber de Nymphis, sylphis, pygmaeis et salamandris et de createris spiritibus عَرفَ باراسيلسوس الكائنات الميثولوجية على انها مرتبطة بأحد العناصر الكيميائية الاربعة. كجزء من كتاب فلسفة الوثيقة العظمى، تمت طباعة أول نسخة من هذا الكتاب بعد موت باراسيلسوس في عام 1566. كتبَ هذا الكتاب لأجل «شرح  المخلوقات التي تكون بعيدة عن الإدراك المعرفي للطبيعة، وكيف يتم فهم هذه المخلوقات، والتمعن في بديع صنع الخالق». وقال بأن السعادة تغمره عند وصف هذه «الكائنات السماوية» عكس وصف الاسيجة، وبلاط قواعد التشريفات، والخيالة وانواع المطاردات الأخرى المشهورة عالميًا. وكما وصفها نوضح الآن كائناته المتطابقة مع كل عنصر من العناصر الاربعة:
- العفريت، تجسيد الأرض
- انثى روح الماء، تجسيد الماء
- السَلف، تجسيد الهواء
- السلمندر، تجسيد النار

تم فهم مفهوم هذه الكائنات الخرافية في  القرن السادس عشر من قبل باراسيلسوس، على الغم من انه لم يستعمل مصطلح الكائنات الاسطورية أو أي مكافئ  له في اللغة الالمانية. ولم يعتبرهم كأرواح بل ككائنات  متوسطة بين الارواح والمخلوقات الأخرى، ولا يمكن للجنس البشري رؤيتها، ولكن لها اشكال وعادات بشرية، مثل: الاكل، والنوم، وارتداء الملابس مثل البشر. وقد اعطى باراسيلسوس أسماءً شائعةً لأنواع الكائنات الخرافية  والتي اعتبرت بطريقة ما ملائمة، الأسماء الصحيحة rechet namen بالألمانية، وقد اشار اليها ايضًا بالمصطلحات الألمانية الاصلية والتي تكافئ بصعوبة شعبُ الماء، شعبُ الجبال، الخ باستخدام كل اشكال التبادل.  ان اساس مخططاته لتصنيفاته الاساسية يعتمد على مكان عيش هذه الكائنات وكما موضح في أول صفحه من مقاله الذي نُشر تحت عنوان Liber de Nyphis.
هذه الأسماء التي استخدمها (العفاريت، ومغسال العين انثى روح الماء، والسَلف، والسلمندر) كان ضهورها الأول في أعماله، اذ ان أول اسم استخدمه هو مِغسال العين undina والذي من الواضح انه مشتق من الكلمة اللاتينية unda والتي تعني «موجة».
وقد لاحظ ان انثى روح الماء (مِغسال العين) تشبه البشر إلى حد كبير من حيث الشكل. بينما السلف يكون أكثر فظاظةً، وأكثر خشونةً، وأطول قامةً واقوى. بينما تكون العفاريت قصيرة القامة. وبالنسبة للسلمندر فيكون ذا بنيه نحيفة وطويلة ومرنه اشبه بالأفعى. ومن المعتقد والمتداول ان هذه الكائنات تستطيع المرور خلال عناصرها المرتبطة بها دون التأثر بها، كما يتحرك البشر خلال الهواء. وعلى سبيل المثال يمكن للعفاريت المرور والتحرك  خلال الحجارة والصخور الكبيرة  والجدران والتربة. ويعد السلف اقرب كائن للبشر من حيث هذا المفهوم  لان بمكانه ان يتحركون في الهواء مثل ما نفعل نحن البشر بكل سهولة، بينما سيحترقون لو عبروا النار، ويغرقون في الماء، وسيعلقون على الأرض إذا نزلوا عليها. وقال: باراسيلسوس بأن كل واحد من هذه الكائنات سيبقى سليمًا في «الفوضى الخاصة به» كما أطلق هو عليها، ولكن يموتون في بيئات غير بيئتهم.
يعتقد باراسيلسوس بأن الجنس البشري مكون من ثلاث اجزاء جسم كائن خرافي، وروح فلكية، وروح الاهية خالدة. حيث تفتقد الكائنات الاسطورية إلى اخر جزء وهو الروح الخالدة. وعلى أي حال يمكن للكائنات الاسطورية هي واسلافها ان تكتسب روح من خلال التزاوج مع الجنس البشري.

### معتقدات ومؤلفون اخرون
كتبَ ايضًا الفيلسوف الألماني هينريك كورنيليوس اغريبا في كتابه المؤثر سر الفلسفة De Occulta Philosophia والذي نُشر في عام 33-1531 في العقد الثالث من القرن السادس عشر، قبل عقود من نشرِ كتاب باراسيلسوس فلسفة الوثيقة العظمى Philosophia Magna ، اربع فئات من الارواح المرتبطة بالعناصر، ومع ذلك لم يعطي أسماءًا مميزة لهذه الفئات في مثل هذه الحالة قاموا بتوزيعها بانتظام أكثر، حيث عبروا عنها بأن بعظها: ناري، وبعضها مائي، وبعضها هوائي، والبعض الآخر ارضي. مع ذلك اعطى الفيلسوف اغريبا قائمة شاملة للمخلوقات الميثولوجية المختلفة من هذا النوع، رغم انه لم يوضح أي فصيلة تنتمي لأي صنف وعنصر. ومثلما فعل باراسيلسوس لم يقم اغريبا باستخدام مصطلح روح الكائنات الاسطورية.
في عام 1670 من القرن السابع عشر اشتهر الكونت دي جاباليس بنشره لنظريات باراسيلسوس عن الكائنات الاسطورية والتي تركز بشكل خاص على فكرة طرق وكيفية تزاوج الحيوانات الاسطورية، المطروحة من قبل باراسيلسوس. يشرح في الكتاب عن حامل اللقب «كونت الكابالا» (الكابالا هي مراسيم استقبال). وعن أعضاء من جماعته (التي من المفترض ان باراسيلسوس واحد منهم) الذين امتنعوا عن الزواج من الجنس البشري لأجل اكتساب حريتهم لمنح الارواح للكائنات الاسطورية. واستخدم الكونت دي جاباليس مصطلح السلف، والعفاريت وذكر الحورية (بدل المصطلح الذي استخدمه باراسيلسوس «مغِسال العين») الذي يعتبر نادرًا، بينما استخدم انثى السلمندر التي لا تتم مشاهدتها الا نادرًا. وزعمت جماعة الصليب الزهري Rosicrucian بانهم كانوا قادرين على مشاهدة هذه الارواح. ولكي يدخل أي فرد لمجتمعهم، كان من الضروري سابقًا تطهير العين بترياق أو دواء شافي لكل الامراض، ثم عن طريق امتلك مادة خيميائية عظيمة ذات قدرات اعجازية وابداعية، كذلك ايضًا يمكن تحضيرها في دورق زجاجي بواحد من العناصر ومن خلال تعريضه لشعاع  الشمس لشهرِ كامل، سيستطيع الفرد الجديد بعد القيام بهذه الخطوات من مشاهدة اعداد لاتعد ولا تحصى من هذه المخلوقات مباشرًا وهذه المخلوقات تعرف بالكائنات الاسطورية، والذي قيل انها تعيش لفتره أطول من الإنسان ولكنها لا تتواجد مع الموتى. مع ذلك إذا تزوج الكائن الاسطوري شخصا غير خالد (بشري) فأنه يصبح كائنا خالداً.
يبدوا ان هذا الاستثناء يعمل بطريقة عكسية عنما يتعلق بمسالة الخلود، حيث ان اذ ما تزوج كائن اسطوري بكائن خالد، سيكسب الكائن الخالد فناء الكائن الاسطوري (أي يخسر الخلود). وهذه واحده من حالات الانضمام لجماعة الصليب الزهري، مع ذلك سيأخذ الفرد الجديد عهدًا على نفسه  للعفة في امل ان يتزوج كائنا اسطوريًا.